# Adolf Hansen (componist)
Adolf Hansen (Christiania, 11 oktober 1852 – Bergen, 24 januari 1911) was een Noors componist.

## Leven
Johannes Adolph Waldemar Hansen werd geboren binnen het gezin van Hans Heitmand Hansen en Johanne Sophie Johannesdatter. In 1876 huwde hij Dorette Christiansen Christiansdatter (1852- 4 juli 1887). In 1889 hertrouwde hij sopraan Nathalie Bull Egeberg (25 augustus 1872- 16 december 1931). De stem van zijn vrouw is bewaard gebleven op een opname uit 1904. Hij kreeg met beide vrouwen nakomelingen. een aantal daarvan week uit naar de Verenigde Staten:
- Dorette Hansen Christensen:
  - Dagny Amanda Hansen (2 oktober 1877-mei 1979, VS)
  - Arthur Daniel Hansen (1 februari 1879-4 oktober 1961 VS)
  - Halvdan Hansen (29 januari 1880-29 juli 1946 VS)
  - Torolf Waldemar Hansen (20 februari 1882 – 11 december 1969, Oslo)
  - Sigurd Hansen (1883)
  - Einar Adolf Hansen (1885, slechts 8 weken oud geworden)[2]

- Nathalie Hansen
  - Adolf Antonius Hansen (1889-1968)
  - Lilli Hansen (1891-jaren 70, 20e eeuw)
  - Edith (Diddi) Hansen (28 mei 1894-3 juli 1990)
  - Eilif Hansen (28 mei 1894-1934)
  - Eivind Hansen (13 september 1896-1969)

## Muziek
Hansen was huis uit klarinettist en in die hoedanigheid speelde hij in militaire orkesten in Oslo en Bergen. Hij zou daarbij lessen hebben gehad van onder meer Johan Svendsen. Om zijn muzikale gezichtsveld te verbreden kon hij gaan studeren in Parijs. Het is dan 1880. naast klarinet speelde hij ook viool en heeft daarin samengespeeld met Johan Halvorsen, toen dirigent in Bergen. Van 1885 tot 1892 was Hansen dirigent van het orkest van Tivoli en kreeg daarin de bijnaam Hans Christian Lumbye van Noorwegen. Zijn populariteit was in die dagen ongekend, zeker bij de dames vanwege zijn elegante en levendige uiterlijk. Vanaf 1892 tot aan zijn dood in 1911 was hij luitenant en muziekinstructeur bij het regimentsorkest in Bergen. In 1909 bracht hij een kort bezoek aan de Verenigde Staten.
Adolf Hansen was een van de musici die mocht spelen op het zilveren huwelijksfeest van Edvard Grieg en Nina Hagerup; hij had daartoe speciaal een “Serenade til Griegs sølvbryllup” geschreven. In 2002 verscheen in Noorwegen een biografie over hem van Egil Arnt Gundersen: Adolf Hansen ..han drysset melodier ut av ermet

### Werken
Zijn circa tweehonderd composities zijn licht van aard en veelal voor militair orkest, dal wel kamerensembles. Van zijn muziek is in 2015 nauwelijks iets op compact disc terug te vinden. Af en toen nam een militair orkest wat werken van hem op.

#### Incomplete werklijst
- opus 21: Gavotte (1890)
- opus 43: Gavotte (voor piano en viool, uitgegeven bij Brødrene Hals, in 2015 nog steeds in print)
  - ook voor orkest
  - ook voor piano solo, opgedragen aan Johanne Reimers
- opus 45: Sorgemarsch ved Fur Johanne Regine Reimers Begravelse (1882, piano, Brødrene Hals)
- opus 46: Solvbryllups-festmarsch (voor piano, voor zilveren bruiloft van koning en koningin, Brødrene Hals)
- opus 47: Dagny-polka (voor piano, voor zijn dochter Dagny, Brødrene Hals)
- opus 49: Kunsner-galop (voor piano, opgedragen aan Johannes Brun)
- opus 50: Fest-marsj I anlage af Industri- of Kunstudstillingen in 1883 (voor piano, Brødrene Hals)
- opus 51: Tivoli-polka (voor piano, Brodrene Hals)
- opus 52: Lockande toner för sang og piano (Ad Hansen)
- opus 53: Laura-gavotte (voor piano, opgedragen aan Laura Gundersen, Brødrene Hals)
- opus 54: Polacca (voor viool en piano, Brødrene Hals)
- opus 55: Fleurs de printemps (voor piano, Brødrene Hals)
- opus 56: Baracrole (Petter Hakonsen)
- opus 57: Mnémotechnic-polka (voor piano, Brødrene Hals)
- opus 58: Talisman-galop (Robert, voor piano, Brødrene Hals)
- opus 59:Polka-comqiue (voor piano, opgedragen aan Henrik Klausen)
- opus 61: Fantasi-française (voor piano, Brødrene Hals)
- opus 62: karneval-polka (voor piano, Brødrene Hals)
- opus 63; Tourist-marsch, Souvenir of Norway (voor piano, uitgeverij Warmuth Musikforlag)
- opus 64: Flora-gavotte (voor piano, Brødrene Hals)
- opus 65: Paa Bal, Fire lette danse (Dagny-vals, Dorette-polka, Aagot-Rheinlaender, Arthur Galop)
- opus 84a: Jubilaeums festmarsch (opgedragen aan Carl Warmuth, Warmuth Musikforlag)
- opus 84b: Tua-pola (voor piano, opgedragen aan Teresina Tua, Warmuth Musikforlag)
- opus 85: Kunstner-fest, polka (voor piano, Warmuth Musikforlag)
- opus 86: la fauvette (mazurka voor solo dwarsfluit of piano, Warmuth Musikforlag)
- opus 88: Aabnings-marsch, ved kunstnernes Sommerfest I Slotsparken (voor piano, Warmuth Musikforlag)
- opus 89: Lucie-Polka (voor piano, opgedragen aan Lucie Wolf, Warmuth Musikforlag)
- opus 90: paa variétéen, (mars-polka voor piano, Warmuth Musikforlag)
- opus 92: fest-marsch (mars voor piano, ter gelegenheid van het honderdjarig bestaan van het Jaegerskorps, Warmuth Musikforlag)
- opus 93: Kanin-polka (voor piano, Warmuth Musikforlag)
- opus 94: Christianaliv (musikaliske tonebilleder voor piano, Warmuth Musikforlag, orkestversie duurt circa 12 minuten)
- opus 96: Thalia-Française (voor piano, Brødrene Hals)
- opus 97: Philippine-galop (voor piano, Brødrene Hals)
- opus 98: Nathalie-mazurka (voor piano, Brødrene Hals)
- opus 99: Paa Farten (galop voor piano, Warmuth Musikforlag)
- opus 100: Fest-marsch (voor piano, opgedragen aan Peter Petersen, Warmuth Musikforlag)
- opus 101: D’Arti-polka (voor piano, Warmuth Musikforlag)
- opus 107: Arabella (quadrille voor piano, Warmuth Musikforlag)
- opus 108: Barbara-polka (voor piano, opgedragen aan Barbara Larssen, Warmuth Musikforlag)
- opus 110: Agathe-gavotte (voor piano, Warmuth Musikforlag)
- opus 113: Hilsen tiel Keiser Wilhelm II (feestmars voor piano, Warmuth Musikforlag)
- opus 115: udstillings-Festmarsch til Landsudstillingen I Skien (voor piano, Warmuth Musikforlag)
- opus 117: Paa Glaedens Bro, eveneens voor de festiviteiten in Skien (opgedragen aan Didrik Cappelen)
- opus 120: Serenade til Griegs sølvbryllup
- opus 121: Pariser polka (voor piano)
- opus 180: Bondebryllupet (voor orkest)
- opus 182: Hilsen til Kong Oscar II
- opus 184: Caroline Rheinlaender (voor piano)
- opus 191: Kronprins Gustav-polka (voor piano)
- opus 193: Lanciers a la conversation (voor piano)
- opus 202: Onkel Toms Cakewalk (voor piano)
- opus 210: Underofficerskolens marsch (voor piano)
- opus 211: Jubilaeumsmarsch (naar aanleiding 50-jarig jubileum muziekhandel C. Rabes)
- opus 212: Dronning Maud (polka voor piano)
- Bonde-Idyl (voor viool en piano, Warmuth Musikforlag, 1878)
- Bryllupsmarsch (voor piano, Røsholm)
- Erika-gavotte (voor piano, Warmuth Musikforlag)
- Fakeldans
- Festmarsch (naar aanleiding van het bezoek van koning Oscar II aan Tivoli (1878)
- Honnør-marsch (voor piano, Warmuth Musikforlag)
- Jubilaems-marsch (voor piano, Warmuth Musikforlag)
- Fra Karl John (mars gearrangeerd naar een bekende chansonmelodie uit Tivoli, Brødrene hals)
- Kinesisk marsch (voor piano, Warmuth Musikforlag)
- Kunstner-Jubilaeums vals (voor piano, Warmuth Musikforlag)
- Damernes Rheinländer (voor piano, Brødrene Hals)
- Souvenir de Paris (mars, voor piano, Warmuth Musikforlag)
- 17e mei marsch (voor piano, Warmuth Musikforlag)
- Tourist-marche (voor piano, Warmuth Musikforlag)
- Norsk turnermarsh (voor piano, Brødrene hals)
- Victoria-polka voor prinses Victoria van Baden en kroonprins Gustaaf V van Zweden (voor piano, Brødrene Hals)

- Library of Congress Control Number: n92075040
- MusicBrainz: 0bdb6d07-ee23-40ce-a90a-c45c86e1edcf
- Virtual International Authority File: 65667355
- WorldCat: E39PBJkp3jPh3ck494phB4yGHC